# Аманат (партія)
«Аманат» (каз. Аманат — Завіт предків) — найбільша пропрезидентська партія Казахстану.
Заснована 1999 року як партія «Отан» з ініціативи тодішнього президента Нурсултана Назарбаєва, котрий був її лідером до 2021 року. З 23 листопада 2021 року партію очолює Касим-Жомарт Токаєв.

## Назва
«Нур Отан» перекладається з казахської як «Світло Вітчизни». Молодіжне крило партії «Нур Отан» називається «Жас Отан», що перекладається як «Молода Вітчизна».
22 грудня 2006 року на X позачерговому з'їзді партії «Отан» прийнято пропозицію про перейменування Республіканської політичної партії «Отан» на Народно-демократичну партію «Нур Отан», також прийняли проєкт постанови про внесення змін і доповнень до статуту РПП «Отан».
18 жовтня 2013 року Народно-демократичну партію «Нур Отан» було перейменовано на «Нур Отан».
1 березня 2022 року спікер мажилісу Парламенту Казахстану Єрлан Кошанов запропонував перейменувати партію "Нур Отан" на партію "Аманат" (у перекладі з казахської - "заповіт предків"). Касим-Жомарт Токаєв підтримав цю пропозицію. Саме рішення про перейменування було затверджено на позачерговому з'їзді партії.

## Історія

Офіс в Астані

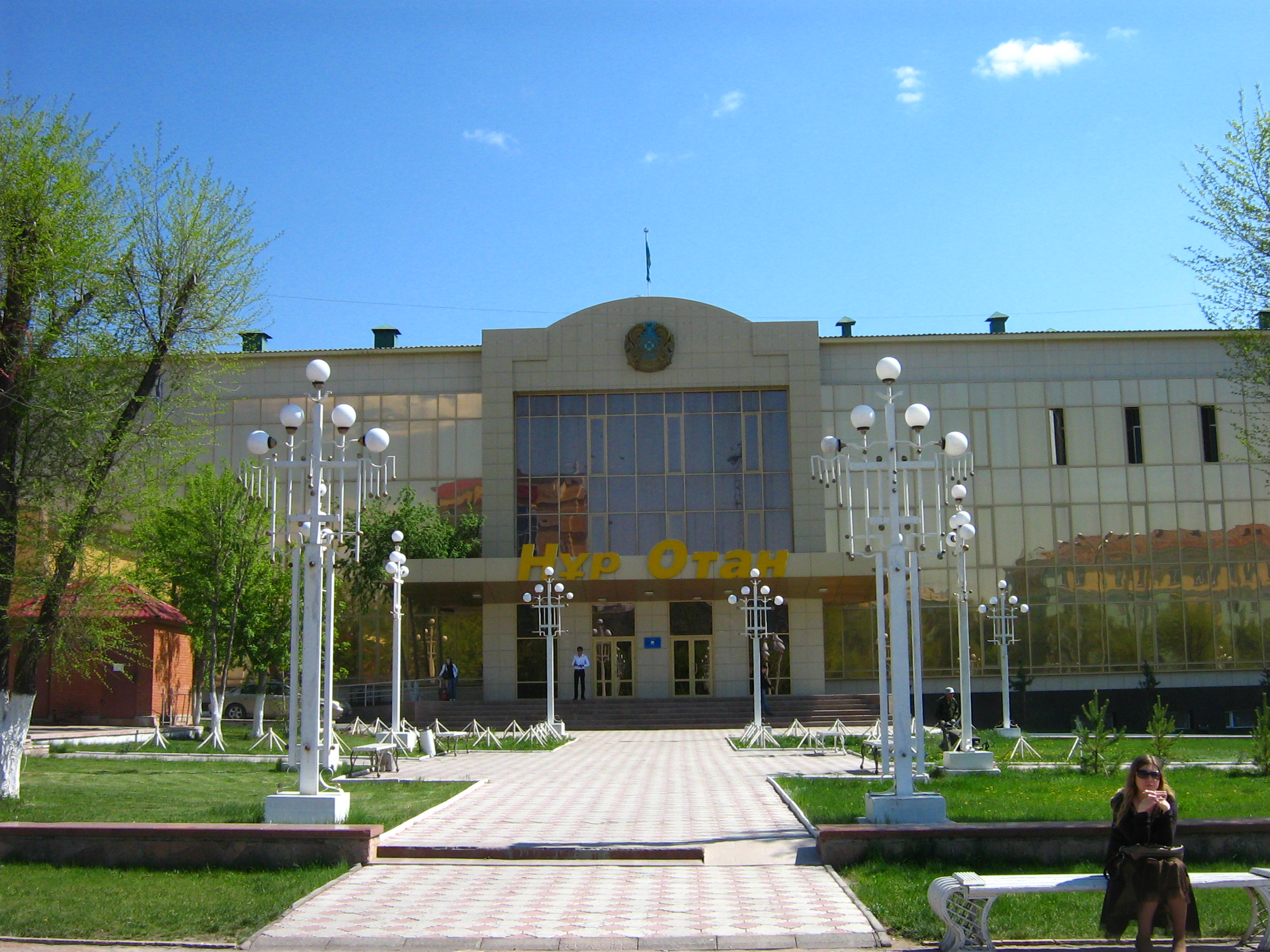
Будівля Карагандинського філії партії

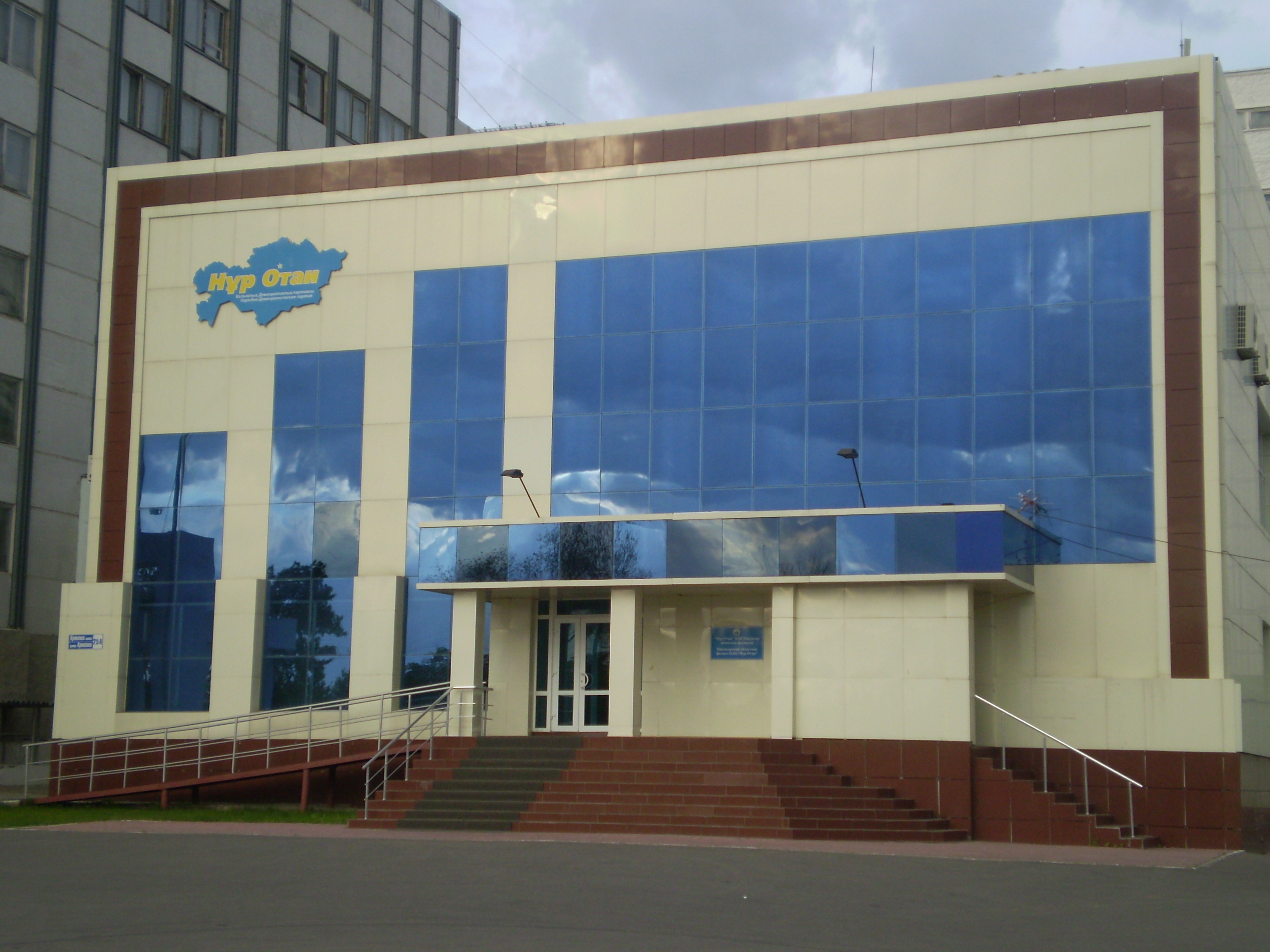
Будівля павлодарського представництва партії «Нур Отан»

1 березня 1999 року відкрився перший з'їзд Республіканської політичної партії «Отан», на якому були присутні близько 400 делегатів від усіх областей, міст і районів країни. До них входили представники 17 національностей, 104 підприємця та бізнесмена, 67 працівників бюджетної сфери, 122 державних службовців. Делегати одноголосно обрали президента Казахстану Нурсултана Назарбаєва першим головою партії «Отан».
Обрання підтримали Партія народної єдності Казахстану, Демократична партія Казахстану, Ліберальний рух Казахстану, воно завершилось об'єднавчим з'їздом. Згодом до складу партії «Отан» увійшли Партія справедливості, Народно-кооперативна партія Казахстану, Республіканська політична партія праці.
Партія «Отан» відразу ж стала найбільш впливовою політичною силою на політичному полі Казахстану. З моменту створення партія має депутатську більшість у парламенті Казахстану. 1999 року 39 членів «Нур Отан» стали депутатами Парламенту, з них 12 — депутати Сенату, 27 — Мажилісу. Партія також здобула перемогу на виборах масліхатів. Представники партії становили депутатську більшість у семи обласних масліхатах, 115 198 міських і районних масліхатів.
9 вересня 2005 року відбувся VIII з'їзд партії «Отан» за участю лідера партії і глави держави Н. Назарбаєва. Уперше з'їзд висунув Назарбаєва кандидатом у президенти Казахстану від партії «Отан» та ухвалив рішення про створення передвиборного блоку «Народна коаліція Казахстану на підтримку кандидата в Президенти Нурсултана Абишевича Назарбаєва.

## Керівництво

### Голова
- Касим-Жомарт Токаєв (з 2021)

### Перший заступник Голови
- Жумагулов Бакитжан Турсинович (червень 2007 — січень 2008)
- Джаксибеков Адільбек Рискельдінович (січень 2008 — жовтень 2008)
- Калетаєв Дархан Аманович (жовтень 2008 — листопад 2009)
- Нігматулін Нурлан Зайруллайович (листопад 2009 року — вересень 2012 року)
- Байбек Бауиржан Кидиргалиули (січня 2013 року — 9 серпня 2015 року)
- Мирзахметов Аскар Ісабекович (8 серпня 2015 — 6 травня 2016)
- Кул-Мухаммед Мухтар Абрарович (травень 2016 року — січень 2018 року)
- Ашимбаєв Маулен Сагатханули (1 лютого 2018 — 29 червня 2019)
- Байбек Бауиржан Кидиргалиули (з 29 червня 2019)

## Ідеологія
У прийнятій 2013 року доктрині партії сказано, що «Нур Отан» — «домінантна політична сила, яка консолідує суспільство і забезпечує реалізацію Державного курсу Елбаси». Вся доктрина побудована на похвалах Назарбаєва і його курсу. Самого Назарбаєва оголошено політичним ідеалом партії, він згадується в її доктрині дев'ять разів (як Елбаси).[джерело?] Ідеологія партії відповідно до її доктрини наступна:
- Зміцнення незалежності Казахстану
- Формування сильного середнього класу, який виступає основою стійкої економіки і суспільно-політичної стабільності
- Центризм
- Людина як головна цінність
- Верховенство закону і рівність усіх перед законом, незалежно від статусу та походження
- Справедливість як рівність можливостей
- Розвиток казахської мови як стратегічний пріоритет, при збереженні самобутності всіх національностей
- Зміцнення сім'ї та збереження традицій
- У світському державі віра і релігія — це важливе джерело духовності, моралі та толерантності.
- Недоторканність приватної власності, диверсифікація економіки, енергозбереження, екологічно чисті технології
- Надання державної соціальної підтримки тільки найуразливішим верствам населення
- Боротьба з корупцією
- Багатовекторність зовнішньої політики Казахстану

## Критика
Казахстанська опозиція вважає «Нур Отан» псевдодемократичною і тоталітарною або авторитарною партією, яка сповідує і пропагує культ особистості Назарбаєва.
Звинувачується міжнародними організаціями, як-от ОБСЄ, у фальсифікації виборів та використанні адміністративного ресурсу. Ініціатива першого заступника партії Бауыржана Байбека про економію води викликала негативну реакцію і багато демотиваторів. Ініціатива збирати гроші з вчителів на будівництво нової будівлі районної філії партії «Нур Отан» викликала обурення та скарги.

## Події
- I Об'єднавчий з'їзд: Алмати, 1 березня 1999 року. Делегати одноголосно обрали Нурсултана Назарбаєва першим головою партії.
- II позачерговий з'їзд: Алмати, 18 серпня 1999 року.
- III з'їзд: Алмати, 20 квітня 2001 року.
- IV позачерговий з'їзд: Алмати, 9 листопада 2002 року.
- V позачерговий з'їзд: Алмати, 12 липня 2003 року.
- У 2003 році в масліхати всіх рівнів обрано 2240 членів партії «Отан», що склало 70 % всього депутатського корпусу.
- VI позачерговий з'їзд: Астана, 12 березня 2004 року.
- VII позачерговий з'їзд: Астана, 15 червня 2004 року (перше засідання).
- VII позачерговий з'їзд: Астана, 18 липня 2004 року (друге засідання).
- 19 серпня 2005 на виборах у Сенат з 16 вільних місць 10 зайняли представники партії «Отан»[7].
- VIII позачерговий з'їзд: Алмати, 9 вересня 2005 року.
- IX позачерговий з'їзд: Астана, 4 липня 2006 року — злиття партії «Нур Отан» і «Республіканської партії Асар» (200 тисяч членів) — партії дочки президента Дариги Назарбаєвої.
- 22 грудня 2006 року — Громадянська партія Казахстану (ЦПК) (150 тис. членів) — партія великого казахстанського олігарха Олександра Машкевича — приєдналася до партії «Отан».
- Х позачерговий з'їзд: 22 грудня 2006 року
- 22 грудня 2006 року — Аграрна партія Казахстану (130 тис. членів) приєдналася до партії «Отан»
- XI позачерговий з'їзд НДП «Нур Отан» 4 липня 2007 року — «Нур Отан» оголошена загальнонаціональною силою[8]
- У серпні 2007 року на виборах в мажиліс «Нур Отан» набрала 88,41 % голосів виборців.
- XII з'їзд: 15 травня 2009 року
- 13 з'їзд Народно-демократичної партії «Нур Отан» відбувся 11 лютого 2011 року.
- Улітку 2011 року відбувся масовий вихід страйкувальників-нафтовиків із партії «Нур-Отан»[9][10]

## Міжнародне співробітництво
Партія підтримує дружнє співробітництво з політичними партіями:
- : «Єдина Росія»
- : Народно-демократична партія Таджикистану
- : «Новий Азербайджан»
- : Комуністична партія Китаю
- : «Партія регіонів» (2011—2015)
- : Республіканська партія Вірменії